# Električni paralizator
Električni paralizator ali drugače "elektrošoker" je električno orožje proizvajalca Taser international. Izstreljuje dve majhni puščici podobni elektrodi, ki se zarijeta v telo napadalca. Elektrodi sta povezani z električnim paralizatorjem s tankima žicama preko katerih z impulzi električne energije visoke napetosti takoj onesposobita napadalca. Impulzi električne energije ohromijo mišice tako, da s tem napadalec doživi mišični krč.
Električni paralizator je predstavljen kot prisilno sredstvo za policijo, ki ne povzroča težjih telesnih poškodb in je namenjen obvladovanju, podreditvi napadalnih ali potencialno nevarnih oseb pri katerih bi bilo v nasprotnem primeru potrebno uporabiti prisilna sredstva katera lahko povzročijo težje telesne poškodbe kot je na primer pištola. Leta 2009 je raziskava na "Police Executive Research Forum" pokazala, da so se poškodbe pri policistih, ki so bili na dolžnosti, ob uporabi električnih paralizatorjev, zmanjšala za 76%. Direktor podjetja Taser Rick Smith je sporočil, da policijske raziskave kažejo, da je električni paralizator rešil že več kot 75.000 življenj. Pojavilo se je pa že tudi nekaj polemik glede uporabe električnih paralizatorjev, ker naj bi bili električni paralizatorji vpleteni v nekatere primere težjih telesnih poškodb in celo smrti.

## Zgodovina
Leta 1969 je Jack Cover, raziskovalec Nase, pričel razvoj električnega paralizatorja. Leta 1974 je dokončno razvil napravo, katero je poimenoval po svojem heroju iz otroških let, Tom Swift (v knjigi "Tom Swift and His Electric Rifle", ki jo je napisal Victor Appleton). Prvotni paralizator je za delovanje uporabljal smodnik, zaradi česar je leta 1976 ameriški urad za alkohol, tobak in strelno orožje, paralizator klasificiral kot strelno orožje. 
Direktor podjetja Taser International je na enem izmed tožb povezanih s paralizatorjem, pričal , da je povod za razvoj paralizatorja smrt dveh njegovih znancev iz srednje šole, katero je zakrivil človek z uradnim dokumentom za posedovanje orožja, ki je izgubil potrpljenje. 
Leta 1993 sta brata Rick in Thomas Smith pričela raziskavo, katero sta poimenovala "varnejša uporaba sile za državljane in organe pregona". V svojih objektih, ki so se nahajali v Scottsadale, v državi Arizona, sta brata sodelovala z "orginalnim, prvotnim izumiteljem paralizatorja Jack Cover", z namenom razvitja orožja, ki ne povzroči težjih oziroma smrtnih posledic - paralizator na elektronsko vodenje  (Taser electronic contol device). Električni paralizator (leta 1994) "Air Taser model 3400" je prvi imel sistem odkrivanja uporabnika / strelca paralizatorja - ob uporabi je naprava skupaj z izstrelitvijo elektrod, odvrgla veliko število majhnih koščkov papirja z zapisano serijsko številko naprave. Ameriški urad za regulacijo strelnega orožja, je izjavil, da električni paralizator ni strelno orožje. Leta 1999 je podjetje Taser International razvilo ergonomsko, pištoli podobno obliko naprave imenovano "napredni paralizator M-serije sistem (Advanced Taser M-series systems), kateri je uporabljal patentirano tehnologijo - nevromuskulatorna onesposobitev (NMI). V maju leta 2003, je podjetje Taser International izdal novo orožje imenovano Paralizator X26 (Taser X26), katero je uporabljalo tehnologijo oblikovanja električnega pulza (shaped pulse technology). 27. Julija, leta 2009 je podjetje Taser International izdalo nov model paralizatorja, imenovan X3 (Taser X3), kateri lahko opravi tri strele predno ga je potrebno na novo napolniti. Nosi tri polnitve (kartuše z elektrodami), ki so zelo tanjše od predhodnih modelov. 

## Delovanje
Električni paralizator ob pritisku na sprožilec, iz nabojnika, s pomočjo dušika pod pritiskom (kot pogon), izstreli dve majhni, "pikado puščicam" podobni elektrodi , ki ostanejo povezani s paralizatorjem z zelo tankimi prevodnimi žicami. Naboj vsebuje en par elektrod in pogon za enkraten izstrel elektrod (ali treh izstrelov pri modelu X3). Naboj je po vsaki izstrelitvi potrebno zamenjati. Obstajajo različni nabojniki z različnim dometom elektrod, z maksimalnim dometom 10,6 metrov. Nabojniki, ki so na voljo uporabnikom, ki niso ograni pregona (policija, vojska) so na voljo z omejitvijo dometa do 4,5 metra. Elektrode so podobne puščicam, s špičastim vrhom kar omogoča, da prodrejo skozi obleke in se neboleče odstranijo. Predhodni modeli paralizatorja so imeli težave pri prodiranju elektrod skozi obleke, zato novejši modeli (X26, C2) uporabljajo tehnologijo usmerjenega pulza (shaped pulse), ki poveča učinkovitost paralizatorja ob prisotnosti ovir med elektrodo in osebo, kot so obleke. 
Električni paralizator kot prisilno sredstvo v policiji zagotavlja večjo varnost policistu kot uporaba preostalih prisilnih sredstev kot so fizična sila, plinski razpršilec in palica, saj ima električni paralizator večji doseg - to policistu omogoča ohranitev varne razdalje pred napadalcem. V raziskavi "uporaba sile v incidentih" (Calgary Police Service), katero je opravil Kanadski policijski raziskovalni center, je objavljeno, da razultati uporabe električnih paralizatorjev v policiji kažejo na močno zmanjšanje števila telesnih poškodb in obsega poškodb oseb med postopkom, saj ostala prisilna sredstva kot so fizična sila in palica povzročijo v večini primerov hujše telesne poškodbe kot električni paralizator.

## Varnostno vprašanje
Uporabo električnih paralizatorjev občasno povezujejo s smrtjo oseb. Ameriška časopisna hiša "The Guardian" vodi bazo podatkov "The Counted", ki zbira podatke in sešteva smrtne dogodke v policijskih postopkih v katerih je bil vključen električni paralizator. V letu 2016 do 6. novembra je bilo od 965 primerov, zabeleženih 47 primerov s smrtnim izidom, pri katerih je potrjena smrt zaradi uporabe električnega paralizatorja. 
Električni paralizatorji in ostale naprave visoke napetosti za omamljanje lahko pri občutljivih osebah povzročijo srčno aritmijo, kar lahko povzroči srčni infarkt ali ventrikularno fibrilacijo, ki v primeru, če ne ukrepamo takoj, povzroči smrt v nekaj minutah. Povečano tveganje za povzročitev smrti je povezano s trajanjem izpostavljenosti osebe visokemu električnemu toku.
V nekaterih primerih je lahko pri osebah uživanje prepovedanih drog dovolj velik razlog za smrt - uporaba paralizatorja na takih osebah v tem primeru bistveno poveča tveganje za smrt, še posebej, če se strel s paralizatorjem izvede v predel prsi. V nekaterih primerih je uporaba paralizatorja skupaj s fizično silo privedla do smrti osebe, pri kateri ni bilo nikakršnih znakov uživanja prepovedanih drog. 